# Penaoola madida
Penaoola madida is een spinnensoort uit de familie Desidae. De soort komt voor in Zuid-Australië.